# 古雅沙
古雅沙（1990年11月28日—），中國女子職業足球運動員，司職中場，現效力於中國女子足球超級聯賽北京北控女子足球俱乐部。参加了2016年夏季奧林匹克運動會女子足球比賽，在小组赛对阵南非队时打入一球。

## 外部連結
- 古雅沙 – FIFA國際賽競賽紀錄 (存檔)
- Soccerway資料庫：古雅沙